# Gustavo Poyet
Gustavo Augusto Poyet Domínguez, conocido como Gus Poyet en Inglaterra (Montevideo, 15 de noviembre de 1967) es un exfutbolista y entrenador uruguayo. Actualmente dirige al Jeonbuk Hyundai Motors.

## Biografía
Poyet nació en Montevideo, el 15 de noviembre de 1967. Su padre era el basquetbolista Washington Poyet. Inició su carrera como juvenil en River Plate de Uruguay en 1986/87 y luego pasó ya en categoría sénior profesional al Grenoble, en la Segunda División del fútbol francés (Ligue 2), para volver dos años después al club darsenero.
Su hijo Diego Poyet también fue futbolista.

## Carrera deportiva

### Como jugador
Después fue traspasado al Real Zaragoza, en 1990. Con Poyet en el cuadro maño, ganó la Copa del Rey, en 1994 y, un año después, la Recopa de Europa, en la final disputada en París al Arsenal FC. Disputó 239 partidos en la Primera División española con el club aragonés, con el que anotó 63 goles.
En julio de 1997, fichó por el Chelsea. En su primer año en el club londinense sufrió una lesión de rotura de ligamento en una de sus rodillas que le mantuvo apartado casi toda la temporada. Aun así se recuperó a tiempo para jugar semifinal y final, obteniendo el título de Recopa europea de 1998 y en la pretemporada siguiente también ganó la Supercopa de Europa, ante el Real Madrid, con gol del propio Poyet. En su segunda temporada como jugador blue, realizó 14 goles y el equipo logró el tercer puesto en la FA Premier League, por detrás del Manchester United y del Arsenal. Después consiguió la FA Cup y la Supercopa de Inglaterra.
En el verano europeo de 2001, pasó a otro club de Londres, el Tottenham Hotspur. Fue subcampeón de la Copa de Liga inglesa, en 2002, y continuó jugando con regularidad: 82 partidos y 18 goles. Acabó su carrera en el Swindon Town, donde no llegó a jugar ni un solo partido, aunque realizó las tareas de asistente técnico iniciando su carrera en los banquillos.

### Como entrenador
Inicios como asistente
Después de retirarse como jugador, inició la carrera de entrenador, como se ha dicho en el Swindon Town. Después pasó a ser asistente técnico del Leeds United, con Dennis Wise como entrenador, el mismo con el que coincidiera en el Chelsea como jugador; y con la llegada de Juande Ramos al Tottenham Hotspur, entró a formar parte del cuerpo técnico del club nordlondinense.
Brighton & Hove Albion

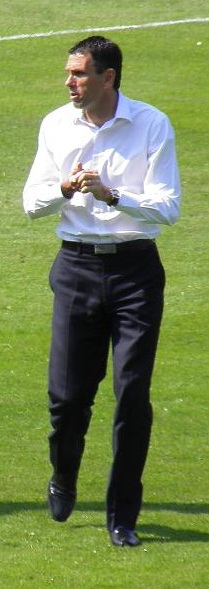
Gustavo Poyet como entrenador del Brighton.

En noviembre de 2009, se convirtió en el entrenador del Brighton & Hove Albion, un equipo de la Tercera División inglesa. En 2011 logró ascenderlo al Football League Championship.
El 16 de mayo de 2013, después de que su equipo fuera derrotado por el Crystal Palace en las semifinales de la promoción de ascenso, fue despedido por el Brighton & Hove Albion. Poyet se enteró de su despido como entrenador en un programa de la BBC, cuando un integrante de dicho canal le entregó una copia impresa de la carta de despido.
Sunderland
El 8 de octubre de 2013, fue nombrado nuevo técnico del Sunderland. Aunque el equipo inglés era colista de la Premier League 2013-14, logró salvarlo del descenso en las últimas jornadas gracias a 4 victorias consecutivas frente a Chelsea, Cardiff, Manchester United y West Brom. Asimismo, llegó a la final de la Capital One Cup, que perdió ante el Manchester City. Estos buenos resultados provocaron su renovación. Sin embargo, Poyet fue destituido el 16 de marzo de 2015, dejando el Sunderland un punto por encima de los puestos de descenso tras 29 jornadas de la Premier League.
AEK Atenas
El 29 de octubre de 2015, se incorporó al AEK Atenas, que terminaría la temporada como subcampeón de la Superliga de Grecia. El 20 de abril de 2016, fue destituido como entrenador del conjunto griego. Los dirigentes respondieron de esta manera al anuncio del estratega uruguayo de no ampliar su contrato.
Real Betis Balompié
El 9 de mayo de 2016, fue anunciado oficialmente como entrenador del Real Betis Balompié para las dos siguientes temporadas. El 12 de noviembre, fue reemplazado por Víctor Sánchez del Amo, dejando al conjunto verdiblanco como 14.º clasificado tras 11 jornadas de Liga.
Shanghái Shenhua
El 29 de noviembre de 2016, fue contratado por el Shanghái Shenhua para reemplazar a Gregorio Manzano. El 11 de septiembre de 2017, menos de un año después de su llegada al club, presentó su dimisión, dejando al equipo como 12.º clasificado de la Superliga china y en semifinales de Copa (que más tarde ganaría el conjunto de Shanghái).
Girondins de Burdeos
El 20 de enero de 2018, accedió al cargo de técnico del Girondins de Burdeos. Se hizo cargo del conjunto francés cuando era el 12.º clasificado al inicio de la segunda vuelta de la Ligue 1, pero consiguió llevarlo al 6.º puesto al término de la competición, clasificándolo para la Liga Europa. El 17 de agosto de 2018, el club lo suspendió de sus funciones por haber criticado públicamente a sus dirigentes, que habían traspasado contra su voluntad y sin previo aviso a Gaëtan Laborde.
Universidad Católica
El 28 de febrero de 2021, se incorporó a la Universidad Católica, siendo su primera experiencia dirigiendo en Sudamérica y su primer club, luego de 3 años. Sin embargo, dejó el cargo sólo 6 meses después, luego de la derrota 3-0 ante Palestino.
Selección de Grecia
El 11 de febrero de 2022, se convirtió en el nuevo seleccionador de Grecia, acompañado de su segundo entrenador Gerard Nus Casanova.Durante su estancia en el seleccionado europeo, obtuvo el ascenso a la Liga B en la UEFA Nations League.Luego de no clasificar a la Eurocopa, dejó su cargo a finales de marzo luego de que no fuese renovado su contrato.
Jeonbuk Hyundai Motors
El 24 de diciembre de 2024, fue anunciado como técnico del Jeonbuk Hyundai Motors de cara a la temporada 2025.

## Selección nacional
Poyet fue internacional con la selección de Uruguay en 26 ocasiones, anotando 3 goles. Con la celeste consiguió el título de la Copa América, en 1995, disputada en su país.
Disputó la Copa Mundial de Fútbol Playa FIFA 2005 con la selección de fútbol playa de Uruguay.

## Clubes

### Como jugador
| Club              | País       | Año       |
| ----------------- | ---------- | --------- |
| River Plate       | Uruguay    | 1987-1988 |
| Grenoble          | Francia    | 1988-1989 |
| River Plate       | Uruguay    | 1989-1990 |
| Real Zaragoza     | España     | 1990-1997 |
| Chelsea           | Inglaterra | 1997-2001 |
| Tottenham Hotspur | Inglaterra | 2001-2004 |

### Como entrenador

#### Clubes
| Equipo                               | Div.         | Temporada    | Liga | Liga | Liga | Liga | Liga |    | Copa | Copa | Copa | Copa |   | Internacional | Internacional | Internacional | Internacional | Internacional |   | Otros | Otros | Otros | Otros |     | Totales     | Totales | Totales | Totales | Totales | Totales | Totales | Totales | Totales |
| Equipo                               | Div.         | Temporada    | PD   | G    | E    | P    | Pos. | PD | G    | E    | P    | PD   | G | E             | P             | Pos.          | PD            | G             | E | P     | PD    | G     | E     | P   | Rendimiento | GF      | GC      | Dif.    | Ptos.   |         |         |         |         |
| ------------------------------------ | ------------ | ------------ | ---- | ---- | ---- | ---- | ---- | -- | ---- | ---- | ---- | ---- | - | ------------- | ------------- | ------------- | ------------- | ------------- | - | ----- | ----- | ----- | ----- | --- | ----------- | ------- | ------- | ------- | ------- | ------- | ------- | ------- | ------- |
| Brighton & Hove Albion Inglaterra    | 3.ª          | 2009-10      | 31   | 12   | 9    | 10   | 13.º | 4  | 3    | 0    | 1    | -    | - | -             | -             | -             | -             | -             | - | -     | 35    | 15    | 9     | 11  | 51.43%      | 46      | 38      | +8      | 54      |         |         |         |         |
| Brighton & Hove Albion Inglaterra    | 3.ª          | 2010-11      | 46   | 28   | 11   | 7    | 1.º  | 9  | 3    | 3    | 3    | -    | - | -             | -             | -             | -             | -             | - | -     | 55    | 31    | 14    | 10  | 64.84%      | 99      | 51      | +48     | 107     |         |         |         |         |
| Brighton & Hove Albion Inglaterra    | 2.ª          | 2011-12      | 46   | 17   | 15   | 14   | 10.º | 7  | 3    | 2    | 2    | -    | - | -             | -             | -             | -             | -             | - | -     | 53    | 20    | 17    | 16  | 48.43%      | 64      | 66      | -2      | 77      |         |         |         |         |
| Brighton & Hove Albion Inglaterra    | 2.ª          | 2012-13      | 46   | 19   | 18   | 9    | 4.º  | 5  | 1    | 1    | 3    | -    | - | -             | -             | -             | -             | -             | - | -     | 51    | 20    | 19    | 12  | 51.64%      | 73      | 51      | +22     | 79      |         |         |         |         |
| Brighton & Hove Albion Inglaterra    | Total        | Total        | 169  | 76   | 53   | 40   | -    | 25 | 10   | 6    | 9    | -    | - | -             | -             | -             | -             | -             | - | -     | 194   | 86    | 59    | 49  | 54.47%      | 282     | 206     | +76     | 317     |         |         |         |         |
| Sunderland Inglaterra                | 1.ª          | 2013-14      | 31   | 10   | 7    | 14   | 14.º | 9  | 6    | 0    | 3    | -    | - | -             | -             | -             | -             | -             | - | -     | 40    | 16    | 7     | 17  | 45.83%      | 51      | 57      | -6      | 55      |         |         |         |         |
| Sunderland Inglaterra                | 1.ª          | 2014-15      | 29   | 4    | 14   | 11   | Inc. | 6  | 3    | 1    | 2    | -    | - | -             | -             | -             | -             | -             | - | -     | 35    | 7     | 15    | 13  | 34.29%      | 31      | 48      | -17     | 36      |         |         |         |         |
| Sunderland Inglaterra                | Total        | Total        | 60   | 14   | 21   | 25   | -    | 15 | 9    | 1    | 5    | -    | - | -             | -             | -             | -             | -             | - | -     | 75    | 23    | 22    | 30  | 40.89%      | 82      | 105     | -23     | 91      |         |         |         |         |
| AEK Atenas · Grecia                  | 1.ª          | 2015-16      | 22   | 12   | 5    | 5    | 3.º  | 6  | 6    | 0    | 0    | -    | - | -             | -             | -             | -             | -             | - | -     | 28    | 18    | 5     | 5   | 70.24%      | 47      | 13      | +34     | 59      |         |         |         |         |
| AEK Atenas · Grecia                  | Total        | Total        | 22   | 12   | 5    | 5    | -    | 6  | 6    | 0    | 0    | -    | - | -             | -             | -             | -             | -             | - | -     | 28    | 18    | 5     | 5   | 70.24%      | 47      | 13      | +34     | 59      |         |         |         |         |
| Real Betis · España                  | 1.ª          | 2016-17      | 11   | 3    | 2    | 6    | Inc. | -  | -    | -    | -    | -    | - | -             | -             | -             | -             | -             | - | -     | 11    | 3     | 2     | 6   | 33.33%      | 11      | 22      | -11     | 11      |         |         |         |         |
| Real Betis · España                  | Total        | Total        | 11   | 3    | 2    | 6    | -    | -  | -    | -    | -    | -    | - | -             | -             | -             | -             | -             | - | -     | 11    | 3     | 2     | 6   | 33.33%      | 11      | 22      | -11     | 11      |         |         |         |         |
| Shanghái Shenhua China               | 1.ª          | 2017         | 23   | 6    | 6    | 11   | Inc. | 5  | 4    | 1    | 0    | 1    | 0 | 0             | 1             | 3ªR           | -             | -             | - | -     | 29    | 10    | 7     | 12  | 42.53%      | 45      | 46      | -1      | 37      |         |         |         |         |
| Shanghái Shenhua China               | Total        | Total        | 23   | 6    | 6    | 11   | -    | 5  | 4    | 1    | 0    | 1    | 0 | 0             | 1             | -             | -             | -             | - | -     | 29    | 10    | 7     | 12  | 42.53%      | 45      | 46      | -1      | 37      |         |         |         |         |
| Girondins de Burdeos Francia         | 1.ª          | 2017-18      | 16   | 9    | 2    | 5    | 6.º  | -  | -    | -    | -    | -    | - | -             | -             | -             | -             | -             | - | -     | 16    | 9     | 2     | 5   | 60.42%      | 29      | 17      | +12     | 29      |         |         |         |         |
| Girondins de Burdeos Francia         | 1.ª          | 2018-19      | 1    | 0    | 0    | 1    | Inc. | -  | -    | -    | -    | 4    | 4 | 0             | 0             | Inc.          | -             | -             | - | -     | 5     | 4     | 0     | 1   | 80%         | 8       | 3       | +5      | 12      |         |         |         |         |
| Girondins de Burdeos Francia         | Total        | Total        | 17   | 9    | 2    | 6    | -    | -  | -    | -    | -    | 4    | 4 | 0             | 0             | -             | -             | -             | - | -     | 21    | 13    | 2     | 6   | 65.07%      | 37      | 22      | +15     | 41      |         |         |         |         |
| Universidad Católica · Chile         | 1.ª          | 2021         | 18   | 9    | 2    | 7    | Inc. | 4  | 0    | 3    | 1    | 8    | 3 | 0             | 5             | 1/8           | 1             | 1             | 0 | 0     | 31    | 13    | 5     | 13  | 47.32%      | 42      | 41      | +1      | 44      |         |         |         |         |
| Universidad Católica · Chile         | Total        | Total        | 18   | 9    | 2    | 7    | -    | 4  | 0    | 3    | 1    | 8    | 3 | 0             | 5             | -             | 1             | 1             | 0 | 0     | 31    | 13    | 5     | 13  | 47.32%      | 42      | 41      | +1      | 44      |         |         |         |         |
| Jeonbuk Hyundai Motors Corea del Sur | 1.ª          | 2025         | 26   | 18   | 6    | 2    | -    | 3  | 3    | 0    | 0    | 4    | 2 | 0             | 2             | 1/4           | -             | -             | - | -     | 33    | 23    | 6     | 4   | 75.76%      | 62      | 27      | +35     | 75      |         |         |         |         |
| Jeonbuk Hyundai Motors Corea del Sur | Total        | Total        | 26   | 18   | 6    | 2    | -    | 3  | 3    | 0    | 0    | 4    | 2 | 0             | 2             | -             | -             | -             | - | -     | 33    | 23    | 6     | 4   | 75.76%      | 62      | 27      | +35     | 75      |         |         |         |         |
| Total clubes                         | Total clubes | Total clubes | 346  | 147  | 97   | 102  | -    | 58 | 32   | 11   | 15   | 17   | 9 | 0             | 8             | -             | 1             | 1             | 0 | 0     | 422   | 189   | 108   | 125 | 53.32%      | 608     | 482     | +126    | 675     |         |         |         |         |
| 1. 2. 3.                             |              |              |      |      |      |      |      |    |      |      |      |      |   |               |               |               |               |               |   |       |       |       |       |     |             |         |         |         |         |         |         |         |         |

#### Selección
| Grecia              | 2021-22             | -   | -   | -  | -   | -   | -  | -  | -  | -  | -  | - | - | - | - | 2 | 1 | 0 | 1 | 2   | 1   | 0   | 1   | 50%    | 1   | 1   | +0   | 3   |
| Grecia              | 2022-23             | 6   | 5   | 0  | 1   | 1.º | 1  | 1  | 0  | 0  | -  | - | - | - | - | 3 | 0 | 2 | 1 | 10  | 6   | 2   | 2   | 66.67% | 16  | 6   | +10  | 20  |
| Grecia              | 2023-24             | -   | -   | -  | -   | -   | 9  | 4  | 2  | 3  | -  | - | - | - | - | 1 | 1 | 0 | 0 | 10  | 5   | 2   | 3   | 56.67% | 18  | 8   | +10  | 17  |
| Total selección     | Total selección     | 6   | 5   | 0  | 1   | -   | 10 | 5  | 2  | 3  | -  | - | - | - | - | 6 | 2 | 2 | 2 | 22  | 12  | 4   | 6   | 60.61% | 35  | 15  | +20  | 40  |
| Total en su carrera | Total en su carrera | 352 | 152 | 97 | 103 | -   | 68 | 37 | 13 | 18 | 17 | 9 | 0 | 8 | - | 7 | 3 | 2 | 2 | 444 | 201 | 112 | 131 | 53.68% | 643 | 497 | +146 | 715 |

## Palmarés

### Como jugador

#### Torneos nacionales
| Título           | Equipo        | País       | Año     |
| ---------------- | ------------- | ---------- | ------- |
| Copa del Rey     | Real Zaragoza | España     | 1993-94 |
| FA Cup           | Chelsea       | Inglaterra | 1999-00 |
| Community Shield | Chelsea       | Inglaterra | 2000    |

#### Torneos internacionales
| Título              | Equipo               | Sede       | Año     |
| ------------------- | -------------------- | ---------- | ------- |
| Recopa de Europa    | Real Zaragoza        | París      | 1994-95 |
| Copa América        | Selección de Uruguay | Montevideo | 1995    |
| Recopa de Europa    | Chelsea              | Estocolmo  | 1997-98 |
| Supercopa de Europa | Chelsea              | Mónaco     | 1998    |

(*) Incluyendo la selección.

### Como entrenador
| Título             | Equipo                 | País       | Año     |
| ------------------ | ---------------------- | ---------- | ------- |
| League One         | Brighton & Hove Albion | Inglaterra | 2010-11 |
| Supercopa de Chile | Universidad Católica   | Chile      | 2020    |

### Distinciones individuales
| Distinción                                                   | Año     |
| ------------------------------------------------------------ | ------- |
| League One Manager of the Year                               | 2010-11 |
| Football League Award for Outstanding Managerial Achievement | 2011    |